# Октябрське (Режівський міський округ)
Октя́брське (рос. Октябрьское) — село у складі Режівського міського округу Свердловської області.
Населення — 327 осіб (2010, 324 у 2002).
Національний склад станом на 2002 рік: росіяни — 94 %.